# Cerkiew Świętego Pantelejmona w Gorno Nerezi
Cerkiew Świętego Pantelejmona (mac. Црква „Св. Пантелејмон“) – prawosławna cerkiew w Gorno Nerezi (część Skopje), wzniesiona w 1164. Należy do Macedońskiego Kościoła Prawosławnego.
Została wzniesiona w 1164 z fundacji cesarskiego namiestnika Aleksego Komnena. Była pierwotnie świątynią monasterską. Jej architektura reprezentuje styl bizantyjski z elementami typowymi dla Bałkanów. Cerkiew wznosi się na planie kwadratu, jest to zwarta ceglana bryła w formie krzyżowo-kopułowej, z pięcioma kopułami na kwadratowych bębnach. W absydzie świątyni oraz na fasadach bocznych widoczne są tryforialne okna. Harmonijne proporcje budynku nadają wnętrzu pozory monumentalności mimo skromnych w rzeczywistości rozmiarów obiektu.
W świątyni znajdują się freski stanowiące przykład sztuki bizantyńskiej epoki Komnenów z elementami typowymi dla ówczesnej sztuki regionu Macedonii: silnym iluzjonizmem, żywą gestykulacją i psychologią ukazanych postaci, łagodnymi przejściami zamiast wyraźnych konturów. Tematyka malowideł związana jest z Męką Chrystusa. Freski w cerkwi zostały odkryte przez M. Okuniewa w 1926.